# Голище
Голище (словен. Golišče) — поселення в общині Літія, Осреднєсловенський регіон, Словенія. Висота над рівнем моря: 639,6 м.